# Haider Nawzad
Haider Nawzad (ur. 20 kwietnia 1983 r. w Bagdadzie) – iracki wioślarz, reprezentant Iraku w wioślarskiej dwójce podwójnej podczas Letnich Igrzysk Olimpijskich w Pekinie.
Haider Nawzad zakwalifikował się wraz z Husseinem Jeburem na igrzyska w Pekinie dzięki zaproszeniu, przyznanemu pierwotnie reprezentacji Korei Północnej. Iraccy wioślarze trenowali na Tygrysie w centrum Bagdadu. Nozad mieszkał w Szwecji, ale powrócił do Iraku, aby trenować na olimpiadę.

## Osiągnięcia
- Igrzyska Olimpijskie – Pekin 2008 – dwójka podwójna – 13. miejsce[1].
- Mistrzostwa Świata – Poznań 2009 – jedynka – 20. miejsce[4].